# 襄阳高新技术产业开发区
襄阳高新技术产业开发区位于湖北省襄阳市，是1992年11月经中国国务院批准建立的国家高新技术产业开发区，面积200平方公里，常住人口20万人。2017年4月，襄阳高新区部分区域成为中国（湖北）自由贸易试验区的一部分。

## 经济情况
- 2015年：襄阳高新技术产业开发区有各类注册企业7804家
- 2015年：襄阳高新技术产业开发区各类企业营业总收入达到2078亿元，GDP为653.2亿元[2]。